# Стадион Ђангмен
Стадион Ђангмен (кин: 江门体育场) је вишенаменски стадион у Ђангмену, Кина. Углавном користи за фудбалске утакмице и био је један од шест стадиона коришћених за Светско првенство у фудбалу за жене 1991. Стадион има капацитет од 13.000 људи.
На овом стадиону су одиграна три меча групне фазе турнира (17. новембра - две утакмице: Немачка и Нигерија 4 : 0 и Кинески Тајпеј и Италија 0 : 5, а 21. новембар: Кинески Тајпеј - Нигерија 2 : 0) и једно четвртфинале (Норвешка и Италија 3 : 2 (после продужетака))..